# Caligo teucer
Caligo teucer är en fjärilsart som beskrevs av Carl von Linné 1758. Caligo teucer ingår i släktet Caligo och familjen praktfjärilar. Inga underarter finns listade i Catalogue of Life.

## Bildgalleri

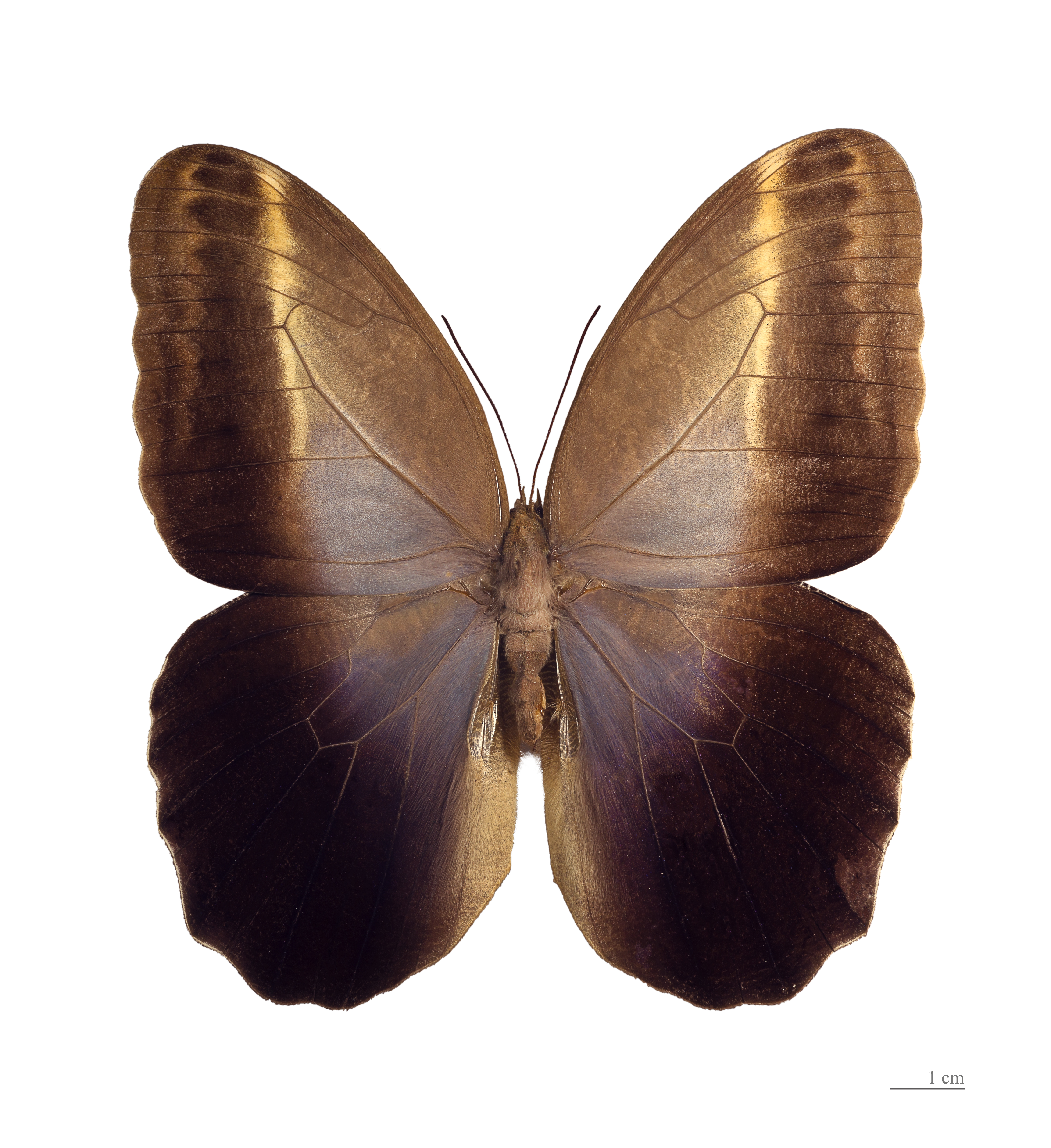
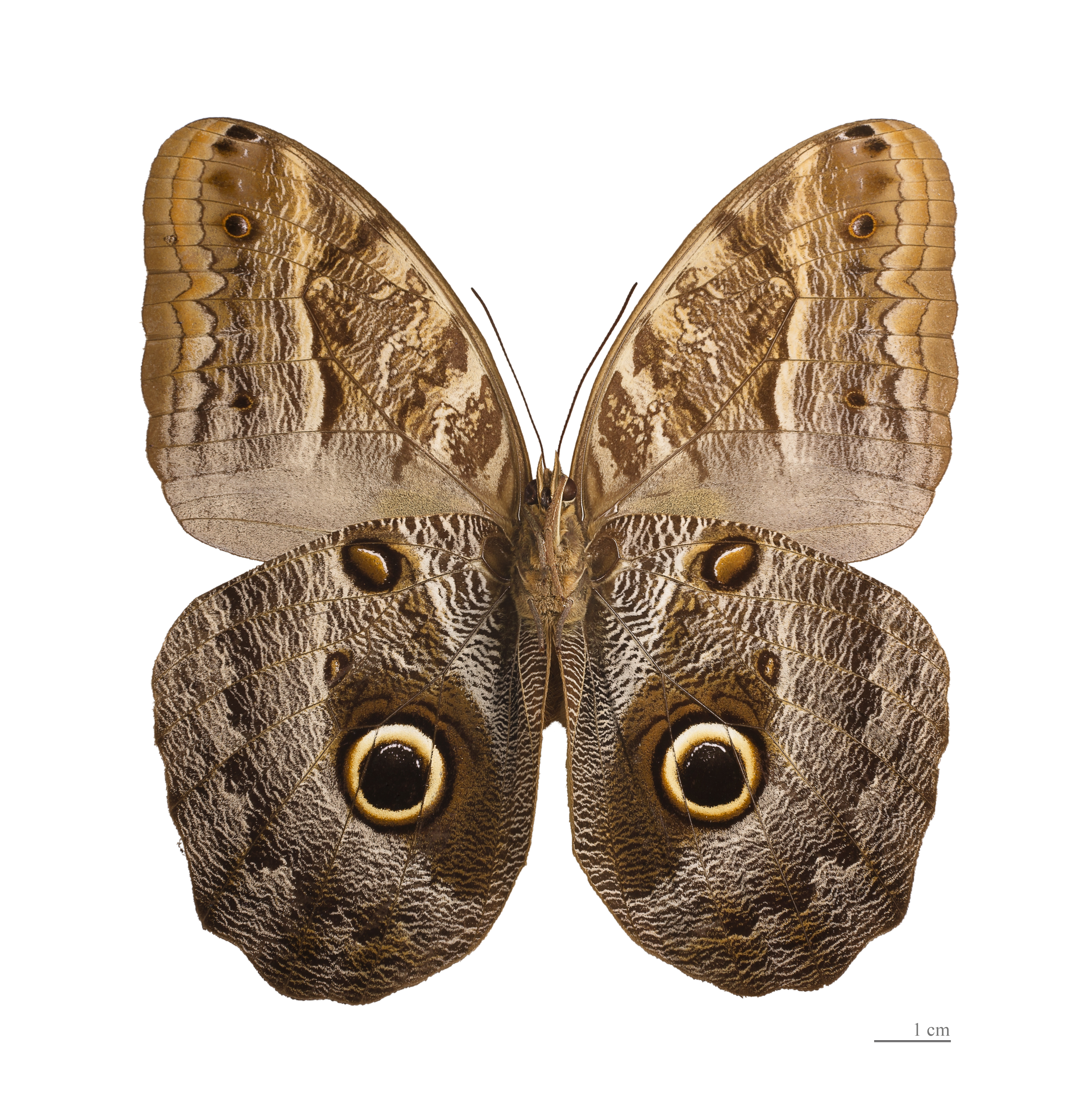
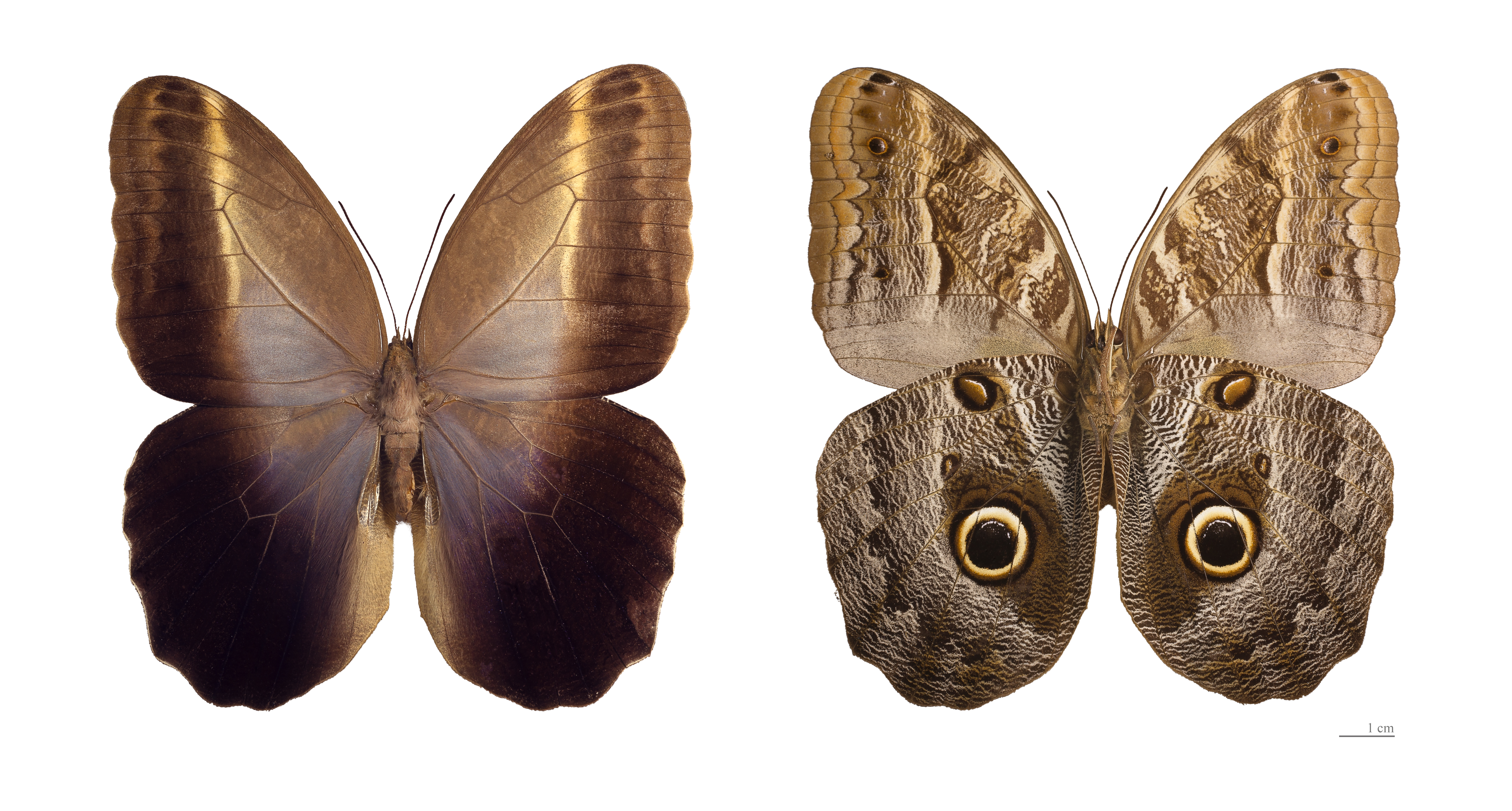
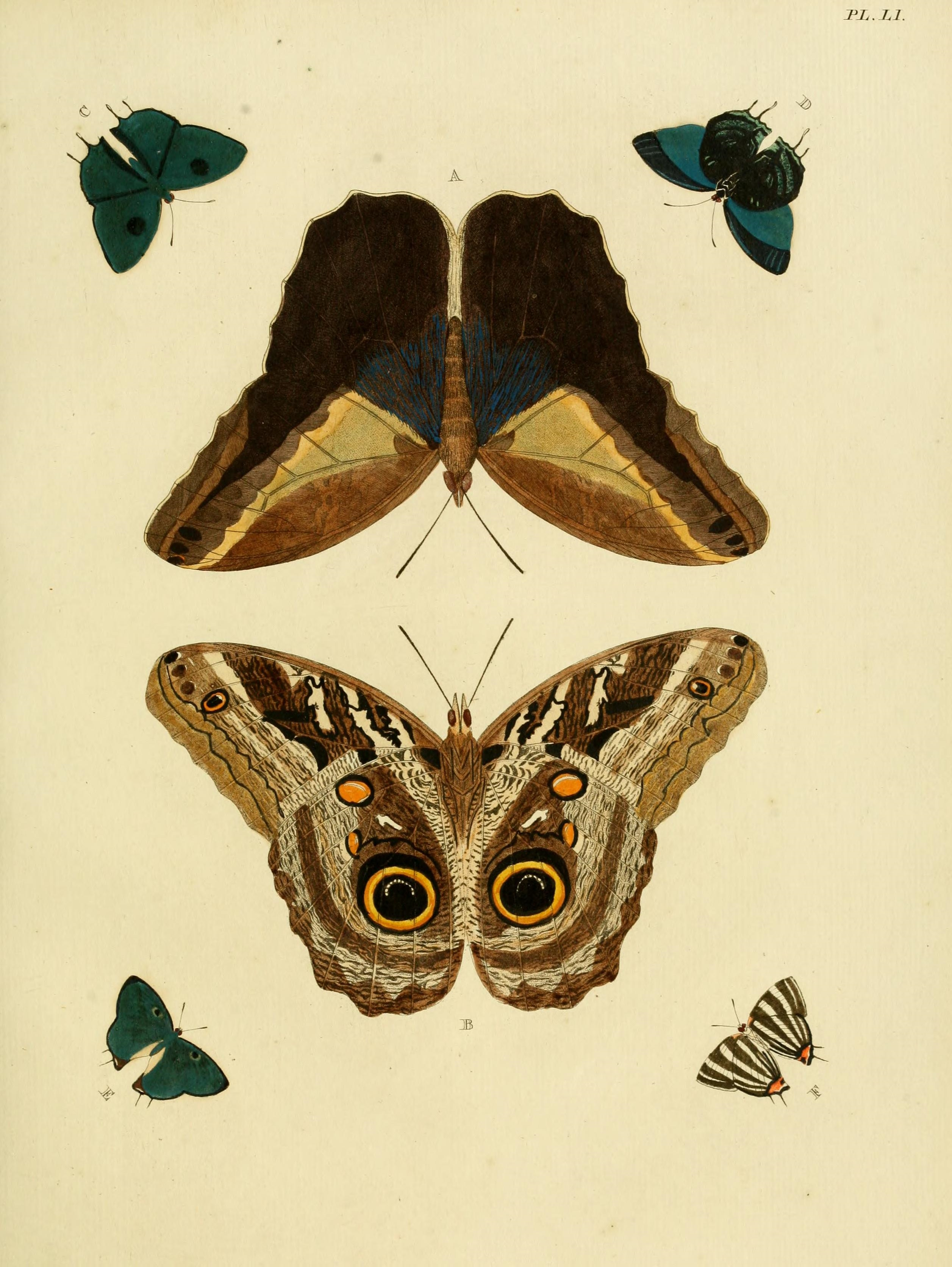